# Lac Sainte-Claire
Le lac Sainte-Claire (Lake Saint Clair / St. Clair en anglais) est un lac qui sépare l'État américain du Michigan de la province canadienne de l'Ontario. Il fait partie du système des cinq Grand Lacs de l'Amérique du Nord. Le lac, ainsi que la rivière Sainte-Claire et la rivière Détroit, sert de lien entre le lac Huron au nord et le lac Érié au sud.
Le lac Huron se déverse dans la rivière Sainte-Claire entre Port Huron dans le Michigan et Sarnia de l'Ontario ; cette rivière franchit le lac Sainte-Claire et débouche par la rivière Détroit dans le lac Érié.
Le lac, dont l'étendue est de 1 114 kilomètres carrés, a une profondeur moyenne de 3 mètres et atteint une profondeur maximale de 6,4 mètres.

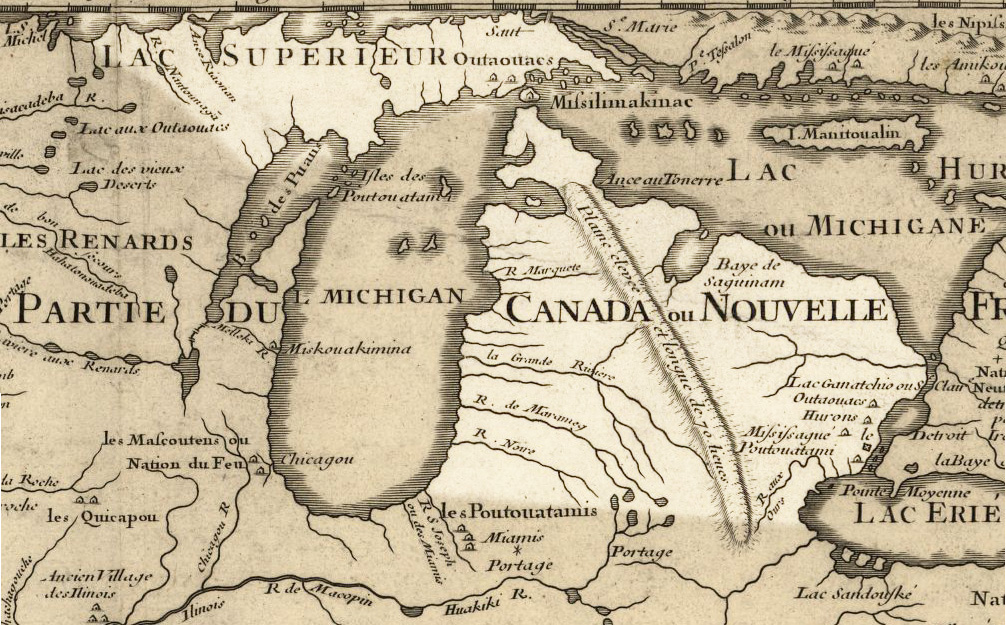
Le lac Sainte-Claire (ou lac Ganatchio) à l'époque de la Nouvelle-France par Guillaume Delisle en 1718.

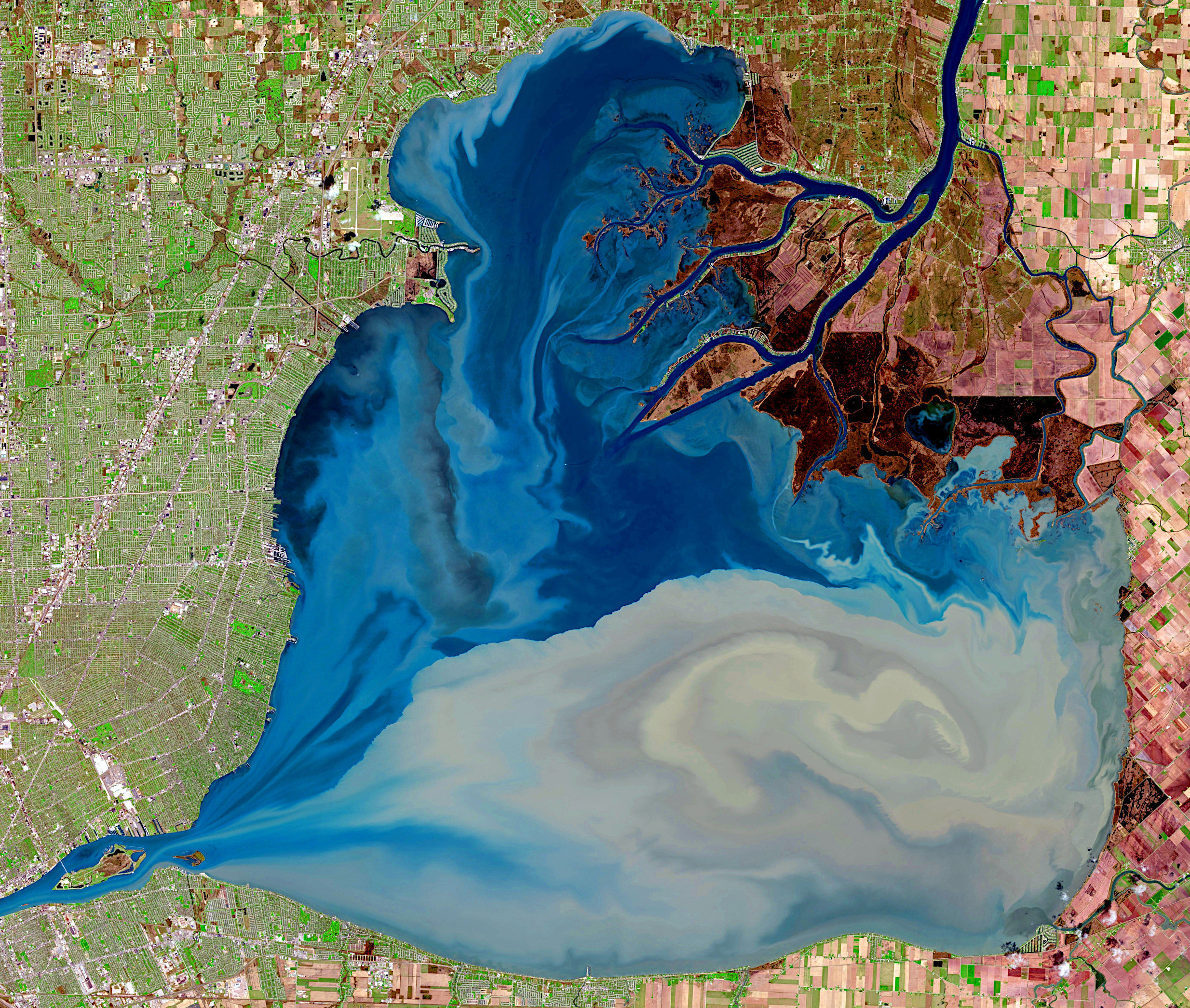
Image du lac Sainte-Claire depuis le satellite Sentinel-2, au dégel de printemps. Avril 2023.

Le 12 août 1679, jour de la fête de Claire d'Assise, une expédition de René Robert Cavelier de La Salle le nomma Lac Sainte-Claire d'après la sainte italienne.
Le 12 janvier 1904, Henry Ford y bat le record du monde de vitesse terrestre, alors que le lac est gelé.
Aujourd'hui le lac est une station touristique populaire de l'été, en particulier pour des résidents de la région de l'aire métropolitaine de Détroit. Sur la côte du sud-ouest, le long des communautés riches de Grosse Pointe, l'accès aux plages est interdit aux non-résidents. Au nord, sur des rivages des comtés de Macomb et Sainte-Claire, il y a des plages publiques qui sont très visitées pendant l'été.
Plusieurs espèces de poissons d'eau douce d'Amérique du Nord peuvent être trouvées dans le lac tout au long des saisons. Les espèces prisées des pêcheurs à la ligne incluent le bar blanc, le poisson chat, le grand brochet, la perche, les saumons, l'éperlan, l'esturgeon, et la truite.